# Regionalni park Mura-Drava
Regionalni park Mura-Drava zaštićeno je prirodno područje proglašeno 10. veljače 2011. godine Uredbom Vlade Republike Hrvatske.
Iako nije certificirano od strane IUCN-a, spada u IUCN V. kategoriju - zaštićeni krajobraz. 
Zaštićenim područjem upravlja 5 županijskih javnih ustanova na području pet županija od Čakovca, preko Varaždina (Dravska park-šuma) i Koprivnice do Virovitice i Osijeka. Regionalni park se na svojem istoku naslanja na Park prirode Kopački rit.
U srpnju 2012. godine, UNESCO je ovaj park proglasio dijelom međunarodnog Rezervata biosfere Mura-Drava-Dunav.
Rijeke Mura i Drava okosnica su ovog zaštićenog područja, ali ne i njegov jedini dio.
U Uredbi Vlade Republike Hrvatske stoji: Regionalni park Mura – Drava proteže se kroz Međimursku, Varaždinsku, Koprivničko-križevačku, Virovitičko-podravsku i Osječko-baranjsku županiju, na području rijeke Mure i Drave, u ukupnoj površini od 87.680,52 ha. (…) Proglašenje Regionalnog parka Mura-Drava ne može ograničavati prevladavajući javni interes Republike Hrvatske vezan uz gospodarske i druge djelatnosti i radnje, zaštitu života i zdravlja ljudi te njihove imovine, u skladu s nacionalnim zakonodavstvom.